# درو هيل
درو هيل (بالإنجليزية: Drew Hill) هو لاعب كرة قدم أمريكية أمريكي، ولد في 5 أكتوبر 1956 في نيونان في الولايات المتحدة، وتوفي في 19 مارس 2011 في أتلانتا في الولايات المتحدة.

## وصلات خارجية
- درو هيل على موقع مرجع كرة القدم المحترفة.كوم (الإنجليزية)